# Ghost Dance Party
Ghost Dance Party é o primeiro álbum da banda brasileira The Knutz. O disco foi lançado no final de 2010 em meio à primeira turnê internacional do grupo, com destaque para o Spider’s Web Festival em Bristol, na Inglaterra. O álbum foi relançado e distribuído pelo selo independente alemão AF Music em 2011.

## OSingle
Ghost Dance Party é a faixa tema do primeiro álbum da banda brasileira de rock The Knutz, que possui o mesmo nome desta música. O videoclipe do single foi lançado em abril de 2014, sendo este o primeiro vídeo de animação do grupo.

## Mídia
O single Heaven Outside The Mirror compõe a trilha sonora do curta Acontece, de Guilherme Scarpa e Felipe O’Neil, exibido no Festival do Rio 2012. Com o patrocínio da Melody Box, a música ganhou o seu videoclipe também no mesmo ano. No exterior, é incluída no Dark Visions DVD 7, editado pela revista alemã Zillo Musikmagazin.
O single Ghost Dance Party está presente em coletâneas e revistas como nas alemãs The Smoke and Spotlight Compilation Vol.4 e Crawling Tunes Vol.3. A faixa ainda foi reproduzida no programa Globo Esporte da Rede Globo durante uma entrevista com o grupo.
O álbum como um todo obteve resenhas por websites como Midnight Calling, Dark Entries e Reflections of Darkness. O escritor inglês Mick Mercer, que já havia incluído o grupo em seu livro Music to Die For , também resenhou o disco em The Mick 57 – The Class of 2011.

## Faixas
1. Intro
2. Ghost Dance Party
3. Just Be You
4. You Are the Wonder
5. Ice
6. Heaven Outside the Mirror
7. Fishing Day
8. Red Sound
9. The Hanging Man
10. Where Are You Now
11. Bem Depois

## Créditos
- The Knutz: Tiago Abud  (baixo), Daniel Abud (guitarra / voz), Airton Silva (bateria).
- Masterizado no Magic Master por Ricardo Garcia.
- Gravado e mixado no Tomba Records por Bruno Marcus.
- Fotos de Flavio Saturnino Braga.
- Direção de fotografia de Leila Barreto.
- Direção de Arte de The Knutz.
- Design do encarte por Christiano Mere.
- Todas as músicas e letras são de autoria da banda The Knutz com exceção de Bem Depois do grupo Black Future, e Heaven Outside The Mirror de Guilherme Scarpa e Daniel Abud.
- Teclados gravados por Nathan de Oliveira Santos.
- Direção e arranjo das vozes por Luciana Lazulli.

## Videografia
- Ghost Dance Party
- Just Be You
- Where are You Now
- The Hanging Man
- Heaven Outside The Mirror